# Jordanoleiopus flavomaculatus
Jordanoleiopus flavomaculatus là một loài bọ cánh cứng trong họ Cerambycidae.